# Mamied Agajew
Mamied Agajew (ros. Мамед Агаев; orm. Մամէդ Աղաև ur. 26 maja 1976) – rosyjski, a od 1999 roku ormiański zapaśnik walczący w stylu wolnym. Olimpijczyk z Aten 2004, gdzie został zdyskwalifikowany w pierwszej walce z Ukraińcem Tarasem Dańko w kategorii 84 kg.
Ósmy na mistrzostwach świata w 2003. Wicemistrz Europy w 2003. Wojskowy wicemistrz świata w 1997. Czwarty w Pucharze Świata w 1997. Trzeci na MŚ juniorów w 1994 roku.